# Allantodia dulongjiangensis
Allantodia dulongjiangensis là một loài thực vật có mạch trong họ Woodsiaceae. Loài này được W.M. Chu miêu tả khoa học đầu tiên năm 1992.